# Zhang Ying (szablistka)
Zhang Ying (chiń. 张莹; ur. 9 lutego 1982 w Szanghaju) – chińska szablistka, srebrna medalistka mistrzostw świata.
W 2002 roku zdobyła złoty medal drużynowo na mistrzostwach świata juniorów w Antalyi.
Podczas mistrzostw świata w Hawanie w 2003 roku Chinki w składzie: Bao Yingying, Huang Haiyang, Zhang Ying i Tan Xue zdobyły drużynowo srebrny medal. Była też między innymi szósta drużynowo na mistrzostwach świata w Nîmes w 2001 roku oraz mistrzostwach świata w Lipsku w 2005 roku.
Wystartowała na igrzyskach olimpijskich w Atenach w 2004 roku, zajmując ósme miejsce w turnieju indywidualnym. Był to jej jedyny start olimpijski.
Ponadto wywalczyła złoto drużynowo na igrzyskach azjatyckich w Pusan w 2002 roku oraz złoto w szabli drużynowej i srebro we florecie drużynowym na igrzyskach azjatyckich w Doha w 2006 roku.